# Herman Tomažič
Herman Tomažič, slovenski politik, * 4. avgust 1943.
Med 15. marcem 2001 in 3. decembrom 2004 je bil državni sekretar Republike Slovenije na Ministrstvu za šolstvo, znanost in šport Republike Slovenije.